# アイルトン・ルーカス・ダンタス・ジ・メデイロス
アイルトン・ルーカス（Ayrton Lucas）ことアイルトン・ルーカス・ダンタス・ジ・メデイロス（ポルトガル語: Ayrton Lucas Dantas de Medeiros、1997年6月19日 - ）は、ブラジルのサッカー選手。ポジションはDF。

## クラブ歴
ABC FCの下部組織でサッカーを始め、2014年10月にフルミネンセFCの下部組織に移籍した。翌年8月8日にトップチームに昇格した。しかし、レオ・ペレとジオヴァンニ・パウミエリとの競争に負け、2016年2月23日にカンピオナート・カリオカの期間をマドゥレイラECに期限付き移籍して過ごす事となった。同年4月に復帰したが、その後も出場機会は増えなかった。
2017年1月4日、ロンドリーナECに期限付き移籍した。同月29日に移籍後初出場、4月13日に移籍後初得点を記録した。同年にロンドリーナはプリメイラ・リーガを優勝したが、決勝のPK戦では得点を決めて貢献した。
2018年にはフロリダ・カップ2018のメンバーに入りフルミネンシに復帰した。背番号も6番をつけた。
同年12月17日、FCスパルタク・モスクワに完全移籍した。2020年9月26日に移籍後初得点を記録した。2022年1月19日に2026年5月迄契約を延長した。
同年3月31日にCRフラメンゴに年内の期限付き移籍で加入、出場成績によって買取義務となる条項がつけられた。この年はコパ・ド・ブラジルとコパ・リベルタドーレス2022を制覇、自身も41試合2得点6アシストと活躍した。そのため、12月16日に700万ユーロで完全移籍し、2027年末迄の契約を締結した。

## 代表歴
U-20代表としての出場歴がある。